# HMS Ardent (F184)
El HMS Ardent (F184) fue una fragata Tipo 21 de la Marina Real británica. Fue construida por Yarrow Shipbuilders Limited entre 1973 y 1977. Entró en combate en la guerra de las Malvinas, en la cual fue hundida por aviones argentinos.

## Construcción y características
La HMS Ardent (F184) era una fragata del diseño Tipo 21. Fue puesta en grada por Yarrow Shipbuilders Limited el 26 de febrero de 1974. Fue botada el 9 de mayo de 1975 y entró en servicio el 13 de octubre de 1977.
Tenía un desplazamiento máximo de 3250 t, una eslora de 109,7 m, una manga de 12,7 m y un calado de 6 m. Su sistema de propulsión COGOG se componía por un par de turbinas de gas Rolls-Royce Olympus, de 56 000 shp de potencia, para velocidades altas; y dos turbinas de gas Rolls-Royce Tyne, de 8500 shp, para velocidades crucero.
La Ardent cargaba cuatro lanzaderas de misiles antibuque Exocet MM38, un cañón de 115 mm de calibre, otros dos de 20 mm, un sistema antiaéreo de misiles Sea Cat y seis tubos lanzatorpedos de 533 mm.

## Servicio

### Guerra de las Malvinas
El 19 de abril de 1982, la fragata HMS Ardent, conducida por el comandante Alan West, zarpó de HMNB Devonport con rumbo a las islas Malvinas, donde arribó el 13 de mayo junto a la HMS Amazon.
El 21 de mayo de 1982, la Ardent integraba el grupo de escoltas de la fuerza de desembarco que se disponía a atacar en la bahía San Carlos. Ese día, estaba en el estrecho de San Carlos. A primera hora de la mañana, la Ardent llevó a cabo un cañoneo desde la bahía de Ruiz Puente contra los argentinos en el istmo de Darwin.
Un solitario avión A-4P Skyhawk argentino atacó la fragata en la bahía de Ruiz Puente. La bomba o bombas que lanzó el aparato no alcanzaron a la unidad británica. Minutos más tarde, un trío de IAI Dagger atacaron la fragata con bombas y fuego de cañones. Como resultado, resultaron destruidos el helicóptero Sea Lynx y el sistema Sea Cat, produciendo también bajas entre los tripulantes. Tras este ataque, la Ardent recibió orden de reunirse con los otras fragatas al norte del estrecho. El último ataque fue realizado por tres A-4Q Skyhawk navales argentinos que hicieron blanco en el buque con bombas Mark 82 Snakeye. La fragata comenzó a escorar, y el comandante evacuó el personal a la HMS Yarmouth. Habían muerto 22 miembros de la tripulación y 30 resultaron heridos . La Ardent se hundió al día siguiente.